# Renate Vogel
Renate Vogel (Chemnitz, 30 giugno 1955) è un'ex nuotatrice tedesca orientale.

## Carriera
Fortemente specializzata nella rana, annovera nel proprio palmarès una medaglia d'argento ai Giochi Olimpici, tre medaglie d'oro conquistate ai campionati mondiali e una medaglia d'oro agli europei.

## Palmarès
- Giochi olimpici estivi

Monaco di Baviera 1972: argento nella 4x100m misti.
- Mondiali

Belgrado 1973: oro nei 100m rana, nei 200m rana e nella 4x100m misti.
- Europei

Vienna 1974: oro nei 4x100m misti e argento 100m rana.